# Timothy F. Ball
Timothy Francis Ball (Inglaterra, 5 de noviembre de 1938 - Winnipeg, Canadá; 24 de septiembre de 2022) fue un geógrafo, catedrático y climatólogo británico-canadiense y profesor ordinario de geografía en la Universidad de Winnipeg, donde se ha especializado en la relación clima- asentamientos humanos.  Ball discutió acerca de la falsa intervención humana como un significativo impacto en el cambio climático. Fue director del "Proyecto de Natural Resources Stewardship" y miembro del "Scientific Advisory Board" de Friends of Science, organizaciones que rechazan científicamente la posibilidad de un origen antrópico del calentamiento global. Ha aceptado fondos de la industria de los combustibles fósiles en el pasado, junto con otros científicos escépticos del cambio climático antropogénico.

## Formación académica
Ball obtuvo el grado de B.A. por la Universidad de Winnipeg (1970), M.A. en geografía por la Universidad de Manitoba (1971), y un Ph.D. en Geografía por la Universidad de Londres (1983), defendiendo una tesis analizando los registros históricos del tiempo en la Bahía de Hudson entre 1714 y 1850. Ball enseñó geografía en la Universidad de Winnipeg de 1988 a 1996, comenzando como ayudante estacional y retirándose como Profesor.

## Comparecencias públicas
Ball fue presentado en La Gran Estafa del Calentamiento Global, filme documental producido por Martin Durkin  que salió al aire en marzo de 2007. La película mostró a científicos, economistas, políticos, escritores, y otros que están de acuerdo con la controversia sobre el calentamiento global. En el filme, Ball es erróneamente nombrado como profesor del Departamento de Climatología de la Universidad de Winnipeg (esa Universidad jamás tuvo ese Dto. de Climatología y Ball ya se había retirado hacía más de diez años antes de que el show saliese al aire).  Ball recibió por correo electrónico amenazas de muerte debido a su aparición en esa película.

## Algunas publicaciones
- Houston, C. Stuart; Ball, T. F.; Houston, Mary (2003), Eighteenth-century naturalists of Hudson Bay, Montreal: McGill-Queen's University Press, p. 333, ISBN 0773522859.
- Ball, Timothy F. (1995), «Historical and instrumental evidence of climate: Western Hudson Bay, Canada, 1714–1850»,  en Bradley, Raymond S.; Jones, Philip D., eds., Climate Since A.D. 1500, Routledge, ISBN 0415075939.
- Ball, Timothy F.; Kingsley, Roger A. (1984), «Instrumental temperature records at two sites in Central Canada: 1768 to 1910», Climatic Change 6 (1): 39-56, doi:10.1007/BF00141667. (enlace roto disponible en Internet Archive; véase el historial, la primera versión y la última).
- Ball, Timothy F. (1983), Climatic change in central Canada: a preliminary analysis of weather information from the Hudson's Bay Company Forts at York Factory and Churchill Factory, 1714-1850, Queen Mary, University of London: Ph.D. Thesis.
- Ball, Timothy F. (1983), «The migration of geese as an indicator of climate change in the southern Hudson Bay region between 1715 and 1851», Climatic Change 5 (3): 85-93, doi:10.1007/BF00144682. (enlace roto disponible en Internet Archive; véase el historial, la primera versión y la última).
- Catchpole, A.J.W.; Ball, Timothy F. (1981), «Analysis of historical evidence of climate change in western and northern Canada», Syllogeus (National Museum of Canada) (33): 48-96, archivado desde el original el 9 de noviembre de 2007, consultado el 12 de abril de 2010.